# Nevil Maskelyne
Nevil Maskelyne, född den 6 oktober 1732 i London, död den 9 februari 1811 i Greenwich, var en engelsk astronom.

## Biografi
Maskelyne arbetade från 1748 under James Bradleys ledning och blev Fellow of the Royal Society 1758. Han observerade 1761 på Sankt Helena med framgång Venuspassagen och utnämndes 1765 till direktör för observatoriet i Greenwich med titeln Astronomer Royal. Maskelyne företog för prövning av den nya Harrisonska kronometern en expedition till Barbados 1763 samt utförde 1774 genom lodavvikelser vid sidan av berget Schiehallion i Skottland den första bestämningen av jordens täthet med värdet 4,71. Han tilldelades Copleymedaljen 1775. Maskelyne inlade den största förtjänsten om astronomin och sjöfarten genom att 1767 uppsätta den mest i användning varande astronomiska efemeriden Nautical Almanac.